# هرکینو
هرکینو (به لاتین: Herekino) یک زیستگاه انسانی در نیوزیلند است که در ناحیه فار نورث واقع شده‌است.

## خصوصیات
هرکینو ۱٬۹۴۷ نفر جمعیت دارد.